# Argyrolepidia micacea
Argyrolepidia micacea är en fjärilsart som beskrevs av Walker 1864. Argyrolepidia micacea ingår i släktet Argyrolepidia och familjen nattflyn. Inga underarter finns listade i Catalogue of Life.